# McCords Schlangenhalsschildkröte
McCords Schlangenhalsschildkröte (Chelodina mccordi) ist eine extrem gefährdete Schildkrötenart, die in zwei Unterarten auf der Insel Roti (indonesisch Pulau Roti) und mit einer Unterart auf dem benachbarten Timor vorkommt. Sie gehört zur Gattung der Australischen Schlangenhalsschildkröten (Chelodina) in der Familie der Schlangenhalsschildkröten (Chelidae). Die beiden Unterarten auf Roti sind aufgrund der Bejagung für den internationalen illegalen Tierhandel und des kleiner werdenden Lebensraums akut vom Aussterben bedroht. McCords Schlangenhalsschildkröten auf Timor leben zum größten Teil im einzigen Nationalpark Osttimors.

## Lebensraum
Der ursprünglich bekannte Lebensraum von McCords Schlangenhalsschildkröte dehnte sich auf Roti auf drei voneinander getrennte Regionen mit insgesamt 200 km² aus, zuvor möglicherweise sogar über alle Seen und Sümpfe der Insel, sodass östliche und westliche Populationen auch aufeinander trafen. Das flächenmäßig größte Areal befand sich im südwestlichen und zentralen Hochlandplateau der Insel. Die Feuchtigkeit ist hier gemäßigt. Spärlich fand man die Schildkröte noch etwas weiter südwestlich auch in den niedrigeren Ebenen. Ein weiteres Vorkommen gab es im Nordosten Rotis, im Inneren der Halbinsel Tapuafu, um den Danau Oendui (Lake Enduy) und nah der Halbinsel am südlichen Ufer der Bucht von Korobafo. Zeitweise wurde darüber spekuliert, dass es sich jeweils um getrennte Populationen handle. Inzwischen geht man aber davon aus, dass die Tiere in den beiden nordöstlichen Gebieten zur selben Population gehören. Im Brackwasser der Küsten und in den Mangrovenwäldern der Insel konnte die Art bisher nicht nachgewiesen werden. Keines der Gebiete auf Roti steht unter einem besonderen Schutz. Inzwischen ist die Schildkröte an vielen Orten ausgerottet, andernorts kommt sie nur noch marginal vor und durchwandert bestimmte Gebiete nur. Die Gesamtfläche der von intakten Populationen bewohnten Gebiete auf Roti dürfte kleiner als 20 km² sein.

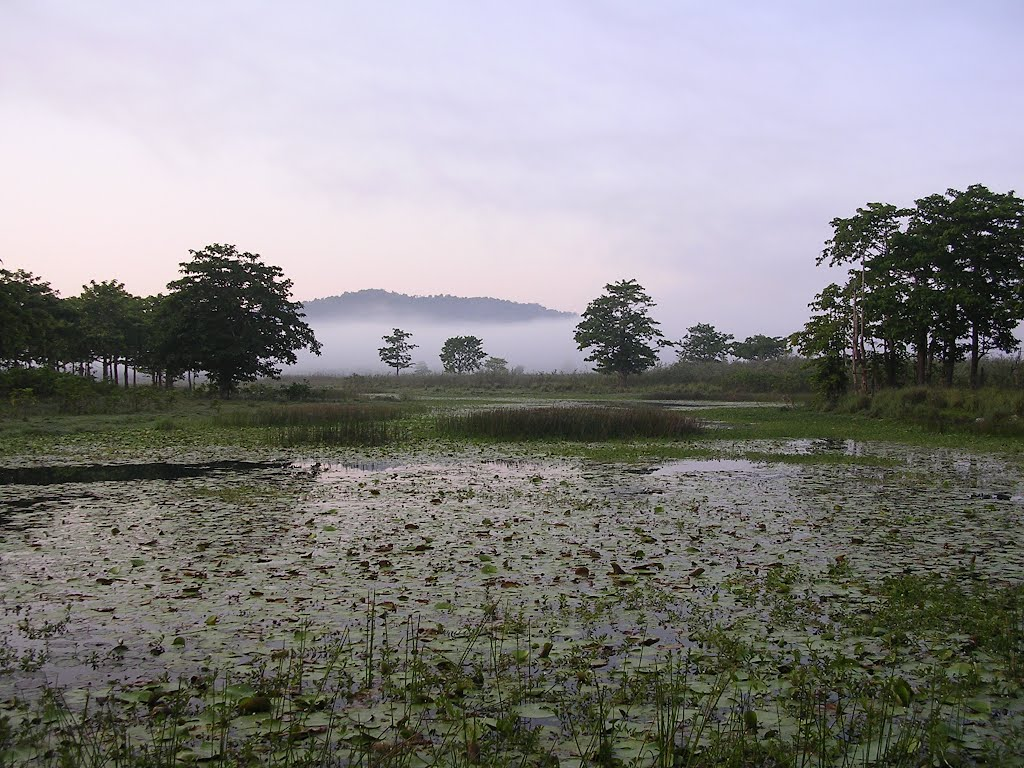
Überflutete Lagunen am Ira Lalaro. Lebensraum von
McCords Schlangenhalsschildkröte

2008 konnte man nur noch an vier Orten auf Roti überlebensfähige Populationen von McCords Schlangenhalsschildkröten finden. Im Südwesten leben sie nahe dem Danau Peto, um die Seen Danau Toea und Danau Anak und in einigen der kleinen Seen um Busalangga. Im Nordosten finden sich die Schildkröten nur noch um den Danau Oendui, doch stehen sie auch hier kurz vor der Ausrottung. Einen weiteren Bestand gibt es am Danau Undun, nah dem großen Salzsee Usipoka. An anderen Orten der Insel finden sich bestenfalls nicht mehr überlebensfähige Restpopulationen und einzelne Tiere.
Auf Timor kommt die Schlangenhalsschildkröte im osttimoresischen See Ira Lalaro im äußersten Osten der Insel, in den umliegenden Flüssen und Feuchtgebieten, um den Ort Lospalos und im etwas südwestlich gelegenen Flachland des Flusses Irebere im Verwaltungsamt Iliomar vor.
In der Regenzeit lebt die Schildkröte in flachen, permanenten und semi-permanenten, eutrophen Seen, Sümpfen und angrenzenden Reisfeldern. Auf Timor konnte sie auch in Flüssen und Bächen beobachtet werden. In den kurzlebigen fließenden Gewässern der Regenzeit auf Roti wurden bisher keine Individuen gefunden. Regelmäßig kann man die Schildkröte auch auf Straßen und im offenen Gelände beobachten, sofern es am Vortag stark geregnet hat. Die Trockenzeit überdauert sie nicht im Schlamm, sondern zieht sich in hohes Gras oder unter Blätter und Felsen zurück, wenn ihr Gewässer austrocknet. Ansonsten ruht sie in den zusammenschrumpfenden Seen.

## Beschreibung

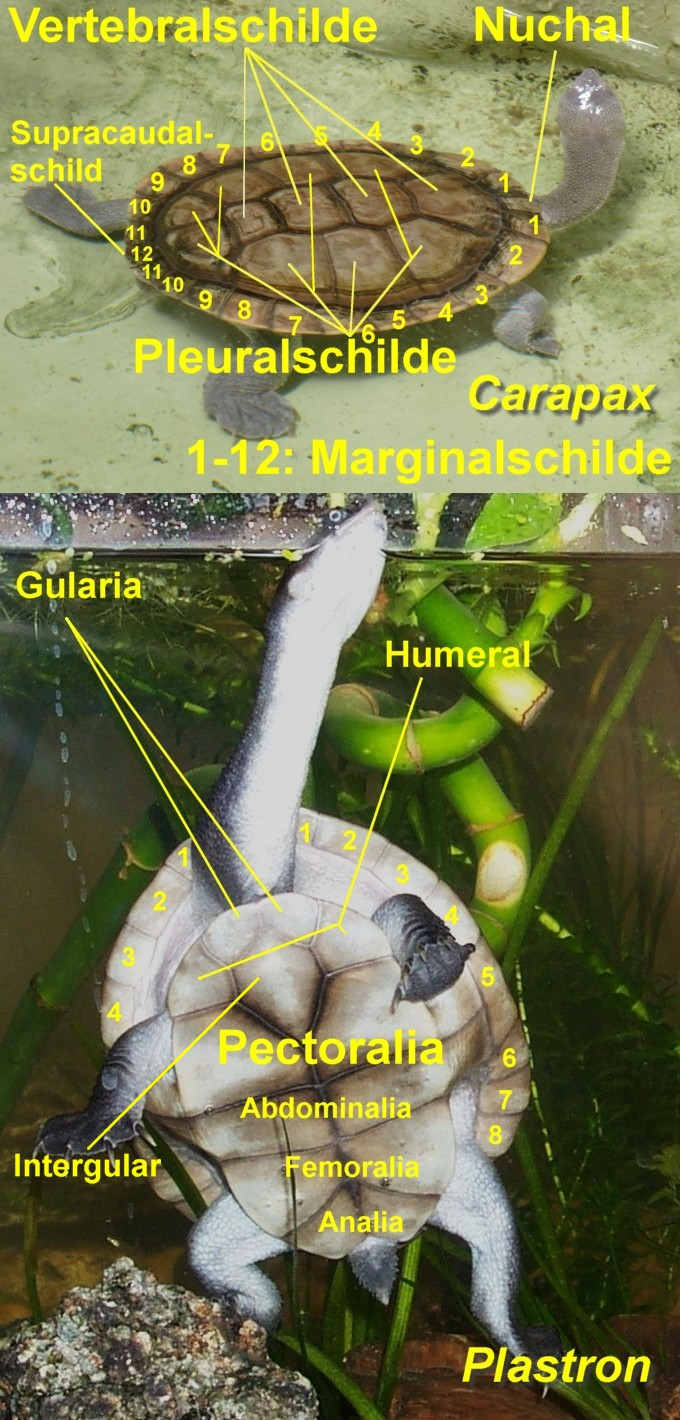
Teile des Panzers bei einem Individuum der Nominatform C. m. mccordi

Der Carapax (Rückenpanzer) ist oval, breit und leicht geriffelt. In der Regel hat er eine Länge von 150 bis 214 mm, der Hals ist etwa genauso lang. Axillare und inguinale Schildplatten fehlen bei McCords Schlangenhalsschildkröte. Die erste Marginalplatte ist immer kleiner als die zweite. Die Weibchen sind in der Regel größer als die Männchen, um 11 % bei der Unterart C. m. mccordi, bis zu 15 % bei C. m. roteensis. Das bisher größte vermessene Weibchen, das man in Zentralroti fing, erreichte eine Panzerlänge von 241 mm. Dafür sind die Köpfe der Männchen verhältnismäßig etwas breiter, der Schwanzansatz verbreitert und ihre Schwänze sind etwas länger. Weitere besondere äußerliche Unterschiede zwischen gleich großen Männchen und Weibchen gibt es aber nicht. Ein auf Timor 2014 gefangenes Weibchen wog 2340 g, dort vermessene als Haustier gehaltene Exemplare wogen 498 bis 1660 g.
Die Färbung des Carapax ist hell graubraun bis olivgrün. Manche Exemplare haben aber auch rostfarbene Flecken. Der Plastron (Bauchschale) ist blass gelbweiß. Bei der Unterart auf Timor gibt es weißgelbliche und braunrot/weiß gefleckte Farbvarianten des Plastrons. Die Weichteile sind an der Oberseite hell- bis dunkelgrau, die Unterseite ist gelblichweiß. Die Oberseite des Kopfes der östlichen Unterart auf Roti ist braun, gelegentlich schwarz. Ihre Kopfseite, Unterkiefer und Kopfunterseite sind cremiggelb, der Hals und anderen Weichteile oben grauschwarz, unten wie gewohnt gelblichweiß. Der Carapax ist deutlich dunkler, von schokoladenbraun bis schwarz, mit einer rötlichen Verfärbung an den sechsten bis achten Marginalplatten. Der Plastron der Unterart ist gelblich mit schwarzen Verfärbungen entlang der Rillen in verschieden starker Ausprägung. Der Hals ist mit runden Tuberkeln übersät. Die Iris der westlichen Unterarten auf Roti ist schwarz und von einem weißen Ring umgeben. Jene der Unterart auf Timor ist hell- bis dunkelbraun, mit einem gelben Ring und die Iris der östlichen Unterart auf Roti ist gelb mit einem grauen Ring. Vorder- und Hinterbeine haben jeweils vier Klauen.

## Taxonomie und Systematik

### Erstbeschreibung
Erste Exemplare wurden vom Niederländer Herman Frederik Carel ten Kate 1891 auf Roti gefangen und 1895 vom Zoologen Theodoor Gerard van Lidth de Jeude als isolierte Population der Neuguinea-Schlangenhalsschildkröte (Chelodina novaeguineae) angesehen. Einige von ten Kates Originalfängen und weitere Exemplare, die in den 1970er und 1980er Jahren in den internationalen Tierhandel gelangten, wurden 1994 von Anders G. J. Rhodin, dem Direktor der Chelonian Research Foundation in Lunenburg (Massachusetts) untersucht und als eigene Art neu beschrieben. Benannt wurde McCords Schlangenhalsschildkröte nach William Patrick McCord, einem Tierarzt und Schildkrötenexperten aus Hopewell Junction, New York. 2007 folgte die Beschreibung von zwei Unterarten von Roti und dem Osten Timors.

### Äußere Systematik
McCords Schlangenhalsschildkröte gehört zur Untergattung Chelodina der Australischen Schlangenhalsschildkröten, zusammen mit Pritchards Schlangenhalsschildkröte (C. pritchardi), die ihr ähnelt, der Glattrücken-Schlangenhalsschildkröte (C. longicollis) und der sich etwas mehr unterscheidenden Neuguinea-Schlangenhalsschildkröte sowie Reimanns Schlangenhalsschildkröte (C. reimanni). Elektrophoretische Untersuchungen lassen Neuguinea-Schlangenhalsschildkröte und Reimanns Schlangenhalsschildkröte jedoch als nächste Verwandte von McCords Schlangenhalsschildkröte erscheinen. Aufgrund der Osteologie wird auch C. canni zu dieser Gruppe gezählt. Die Untergattung Chelodina zeichnet sich im Vergleich zur Untergattung Macrochelodina durch relativ schmale Köpfe, kürzere Hälse und breitere Brustpanzer aus.
Der Schädel von McCords Schlangenhalsschildkröte ist im Vergleich zu den nahe verwandten Arten relativ breit und robust, ähnlich dem von Pritchards Schlangenhalsschildkröte. Nur die Neuguinea-Schlangenhalsschildkröte und Reimanns Schlangenhalsschildkröte haben durchschnittlich noch kräftigere Schädel und auch die Köpfe der Arten der Untergattung Macrochelodina sind breiter. Diese unterscheiden sich aber in der Schädelform deutlich von McCords Schlangenhalsschildkröte. Insgesamt ist diese größer als die Neuguinea-Schlangenhalsschildkröte, etwas kleiner als Pritchards Schlangenhalsschildkröte und deutlich kleiner als C. canni. Auffällig bei McCords Schlangenhalsschildkröte ist der Längenunterschied der Innenkante zwischen dem ersten und dem zweiten Marginalschild. Der erste Schild ist im Verhältnis weitaus kleiner als der zweite. Bei C. canni hat der erste Marginalschild eine Größe von 71 % des zweiten Schilds, bei der Westaustralischen Schlangenhalsschildkröte (Chelodina steindachneri) sind es 77 %, bei der Neuguinea-Schlangenhalsschildkröte 80 %, bei Reimanns Schlangenhalsschildkröte 90 %, bei der Glattrückigen Schlangenhalsschildkröte 103 % und bei Pritchards Schlangenhalsschildkröte 109 %. Bei McCords Schlangenhalsschildkröte sind es je nach Unterart nur zwischen 47 und 62,5 %. Sortiert man die Brustplatten des Plastrons ihrer Länge nach, ergibt sich bei McCords Schlangenhalsschildkröte: Intergular > Abdominal > Anal > Femoral > Pectoral > Gular. Bei Pritchards Schlangenhalsschildkröte gilt Pectoral ≥ Femoral, Neuguinea-Schlangenhalsschildkröten haben sowohl Pectoral > Femoral als auch Femoral > Pectoral und bei C. canni gilt Anal > Abdominal.

### Innere Systematik
| Unterschiede zwischen C. m. mccordi und C. m. timorensis                                                           |                                                |                 |                                                |
| Unterschiede | C. m. mccordi                                  | C. m. roteensis | C. m. timorensis                               |
| Breite des Carapax in % der Länge                                                                                  | 79 %                                           | 78,2 %          | 72,6 %                                         |
| Durchschnittliche Breite des ersten Marginalschilds in % der durchschnittlichen Breite des zweiten Marginalschilds | 47 %                                           | 76,9 %          | 62,5 %                                         |
| Furchen auf den Vertebralschilden 2–4                                                                              | Nein                                           | Ja              | Ja                                             |
| Vom Panzer vorstehende Nackenplatte (Nuchal)                                                                       | Nein                                           | Nein            | Ja                                             |
| Flache Furche in der Mitte des Panzers bei großen Exemplaren                                                       | nur bei Weibchen                               | –               | Männchen und Weibchen                          |
| Pectoralplatte endet meistens an Marginalschild …                                                                  | … Nr. 5, selten an der Grenze zwischen 5 und 6 | … Nr. 5         | … Nr. 6, selten an der Grenze zwischen 5 und 6 |

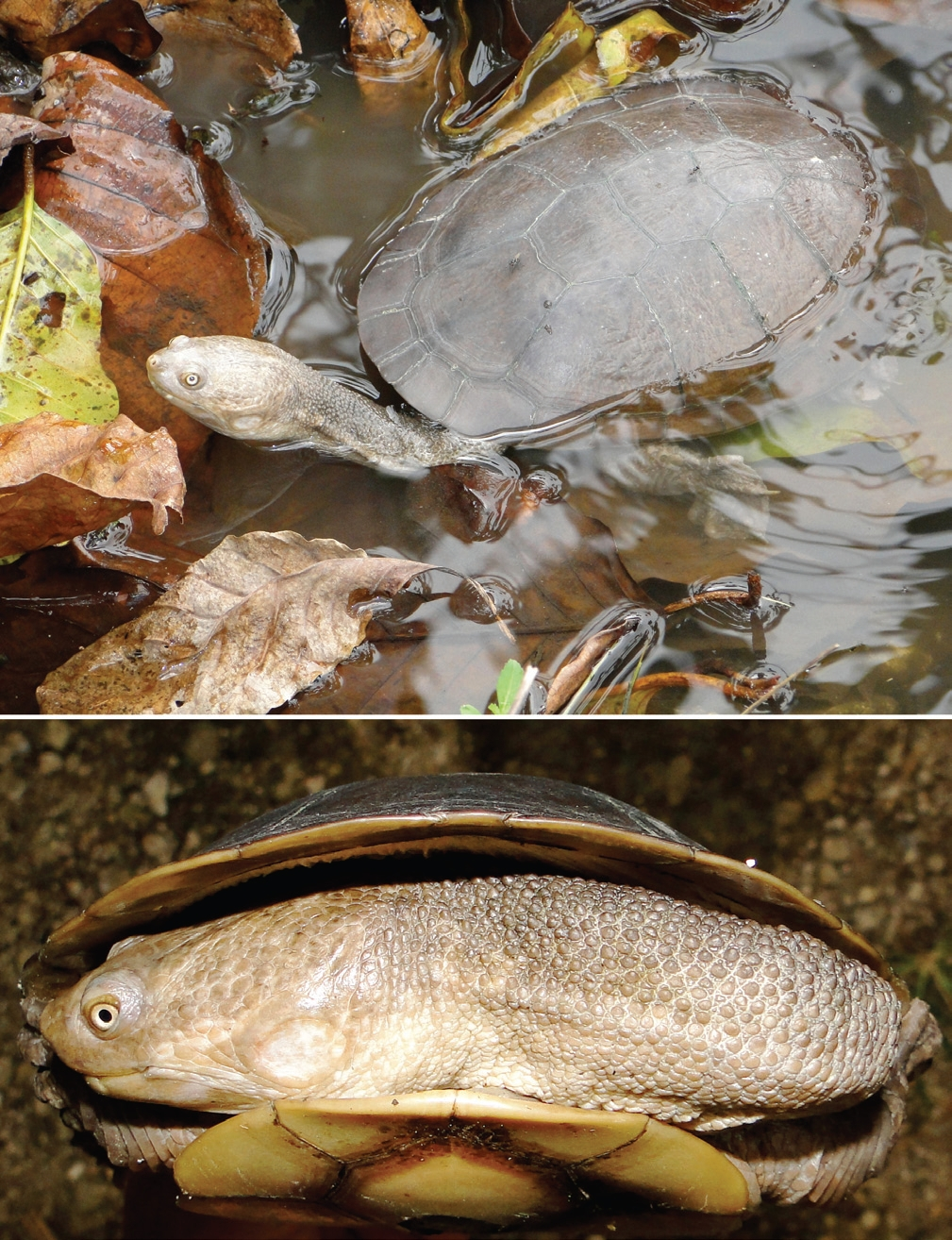
Die „Timorschildkröte“: Im unteren Bild sieht man, wie sie bei Gefahr den Hals einzieht.

Nach der zuerst auf Roti entdeckten Nominatform Chelodina mccordi mccordi wurde 2007 mit C. mccordi timorensis (teils in älterer Literatur auch als Chelodina mccordi timorlestensis) vom östlich gelegenen Timor erstmals eine Unterart beschrieben, die einige Merkmale der Neuguinea-Schlangenhalsschildkröte aufweist. Der Carapax der „Timorschildkröte“ ist oval mit leichten Erweiterungen am sechsten bis achten Marginalschild. Der vierte bis siebte Marginalschild ist bei Exemplaren, die größer als 164 mm sind, leicht gekrümmt. Der Supracaudalschild ist leicht gezahnt und hat eine leichte angrenzende Höhlung am elften Marginalschild. Auf den zweiten bis vierten Vertebralschilden befinden sich längs leichte Kämme, ebenso auf dem fünften Vertebralschild, der bei einigen Exemplaren vorkommt. Der Nackenschild (Nuchal) ist lang und zum Rücken hin breit. Nach vorne steht er, anders als bei C. m. mccordi, etwas über. Die Trennlinie zwischen Pectoralplatte und Abdominalplatte endet bei der Timorschildkröte meistens am sechsten Marginalschild, manchmal an der Grenze zwischen fünftem und sechstem Marginalschild und nur selten am fünften Marginalschild. Bei C. m. mccordi läuft die Trennlinie fast immer auf den fünften Marginalschild zu, selten auf die Grenze zwischen fünftem und sechstem Marginalschild. Die Weichteile der Timorschildkröte ähneln denen der Nominatform.
Erstmals entdeckten Wissenschaftler die Timorschildkröte im Februar 2003 im Dorf Malahara. Anhand von Fotos dieses Tieres wurde die Entdeckung als McCords Schlangenhalsschildkröte identifiziert. Weitere Forschungsreisen bestätigten die Einschätzung, dass es sich um eine auf Timor lebende, endemische Unterart handelte. Die Schildkröten mit einem weißen Plastron werden von den einheimischen Fataluku Veu („Schildkröte“), Pai Veu („Schweineschildkröte“) oder Veu Ratenunu (Königinnenschildkröte) genannt, jene mit einem roten Sepe Veu. Sie gelten bei der Bevölkerung als zwei eigenständige Arten, wobei die unterschiedlichen Färbungen durch den unterschiedlichen Lebensraum entstehen sollen. Die Veu lebt demnach in flacheren Gewässern. Der generische, lokale Name lautet Veu Mani Lohai (Langhalsschildkröte). Außerdem soll es laut Berichten von Einheimischen eine Variante mit einem kurzen Hals geben, die Veu Akanara („Dienerinnenschildkröte“) oder Veu Manikava („Kurzhalsschildkröte“) genannt wird. Hält man beide Schildkrötenformen zusammen, sollen die „Dienerinnen“ von den „Königinnen“ totgebissen werden. Wissenschaftler fanden jedoch bisher kein Exemplar mit kurzem Hals. Möglicherweise handelt es sich dabei um die vom Menschen eingeführte Chinesische Dreikielschildkröte (Mauremys reevesii).
Die genaue Zuordnung der Timorschildkröte war zunächst nicht gesichert und führte zu heftigen Kontroversen zwischen verschiedenen Forschergruppen. Von manchen Autoren wird sie als eigene Art angesehen und als Chelodina timorensis bezeichnet. Andere sehen sie nur als „divergente Inselformen derselben Art“.
Wenige Monate nach der Beschreibung der Timorschildkröte beschrieben McCord et al. 2007 mit Chelodina mccordi roteensis eine weitere Unterart. Da sie in den beiden Verbreitungsgebieten im Nordosten lebt, wird C. m. roteensis in der englischen Literatur „Eastern Roti Island Snake-Necked Turtle“ genannt, während C. m. mccordi, mit der größeren Population im Zentralland Rotis, als „Western Roti Island Snake-Necked Turtle“ bezeichnet wird. Der Holotypus befindet sich in Alkohol konserviert im American Museum of Natural History. Es ist ein erwachsenes Weibchen, das im Danau Oendui von Einheimischen gefangen wurde. Auch ein Paratypus, ein erwachsenes Männchen aus demselben See, liegt dort in Alkohol. Der Schädel von C. m. roteensis ist kräftiger als jener der anderen Unterarten, sogar robuster als jener der meisten anderen Arten der Untergattung. Übertroffen wird C. m. roteensis nur noch von den Weibchen von Reimanns Schlangenhalsschildkröte sowie von C. canni der Population aus dem östlichen Queensland. Am Kaumuskel Musculus masseter befinden sich ein paar kleine, erhöhte, unregelmäßige Schuppen. Der parietale Schild ist bei der Unterart im Verhältnis zum Kopf relativ schmal. Die allmählich größer werdenden Tuberkel am Kopf bilden eine Reihe, die Schnauze ist stumpf und angeschrägt. Der Hals hat 60 bis 70 % der Länge des Rückenpanzers (C. m. mccordi: 58 bis 65 %) und trägt vereinzelt Tuberkel, die runder und stärker hervorgehoben erscheinen als bei der Nominatform. Vor allem die Farbabweichungen zu den anderen Unterarten fallen auf. Die östliche Unterart ist dunkler, zum Teil schwarz, mit einem rötlichen Schimmer an der sechsten, siebten und achten Marginalplatte. Mit maximal 220 mm Länge ist der eiförmige, leicht runzelige Carapax von C. m. roteensis kleiner als der rundere von C. m. mccordi. Seine breiteste Stelle hat der Carapax der östlichen Unterart am siebten Marginalschild. Neben der leichten Rille in der Mitte des Carapax, den erwachsene Tiere oft haben, gibt es zudem bei fast jeder erwachsenen C. m. roteensis einen leichten Kiel statt der Rille oder zusätzlich zu ihr. Bei der Nominatform kommt dieser Kiel nur gelegentlich vor. Wachstumsringe fehlen. Die Nackenplatte erreicht eine Länge von 8 % im Vergleich zum gesamten Carapax. Die Marginalplatten an den Stellen 4 bis 7 sind am Rand nach oben gebogen, die zwölfte Platte ist mittig, oberhalb des Schwanzes, erhoben. Die sechste Marginalplatte ist schmaler als bei der Nominatform. Der fünfte Vertebralschild kommt nicht bei allen Exemplaren von McCords Schlangenhalsschildkröten vor. Anders als die anderen Vertebralschilde, ist er länger als breit. Die Länge des Plastrons ist im Verhältnis zur Breite die kürzeste der gesamten Untergattung (etwa 2:1).

## Reproduktion und Lebensweise

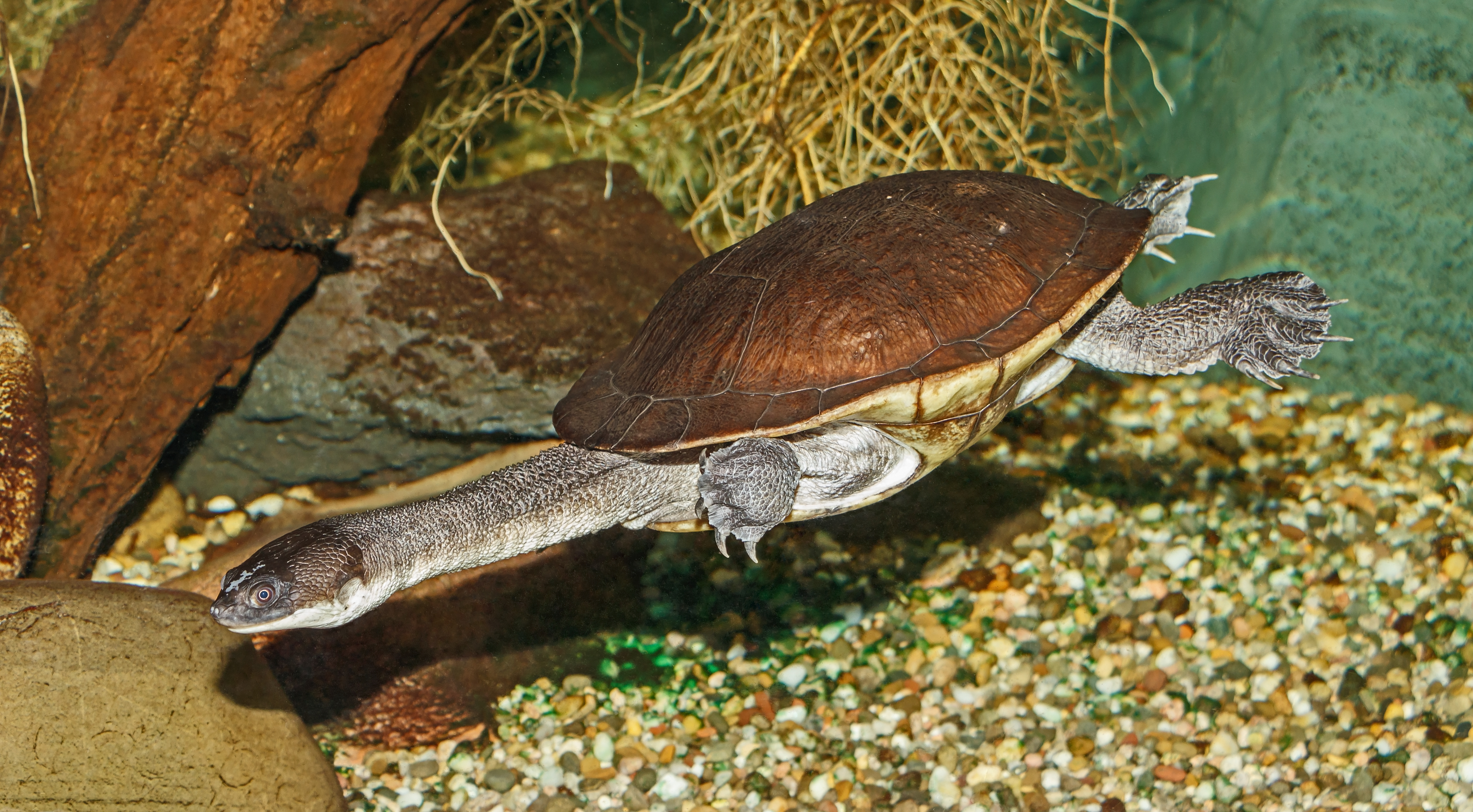
McCords Schlangenhalsschildkröte im Karlsruher Zoo

Die Angaben, wann McCords Schlangenhalsschildkröte in der Wildnis ihre Eier ablegt, stammen bisher nur von Beobachtungen durch Einheimische.
Auf Timor legen die Schildkröten in der Trockenzeit (Juli bis Oktober) ihre Eier ab. Vereinzelt wird auch berichtet, es gäbe eine zweite Eiablage, entweder kurz vor der Regenzeit oder im Februar, wenn das Wasser bereits wieder zurückgeht. Die Nester liegen im Uferschlamm und in Sümpfen. Man kann sie von außen als kleine Löcher im Schlamm, am Abdruck des Brustpanzers des Weibchens und an einem kleinen Hügel erkennen.
Für die Unterarten auf Roti werden bis zu drei Gelege pro Jahr angegeben. In der Regel erfolgt die Ablage von 7 bis 16 Eiern auch hier in der Trockenzeit zwischen Februar und September. Die Größe der ovalen Eier beträgt 27,5 bis 35,0 mm × 18,5 bis 20,5 mm und das Gewicht 8 bis 10 g. Sie ähneln den Eiern der Glattrückigen Schlangenhalsschildkröte und denen von Pritchards Schlangenhalsschildkröte, sind aber etwas größer. Noch größer sind die Eier von Reimanns Schlangenhalsschildkröte, doch sind diese von der Form her deutlich runder. Tagsüber hat das Gelege eine Temperatur von 29 bis 32 °C, nachts sind es 24 bis 36 °C. Die Jungen schlüpfen nach 66 bis 122 Tagen Ende November zum Beginn der Regenzeit. Beim Schlüpfen sind sie in der Regel 23 bis 29 mm groß. Allerdings entdeckte man einmal ein Jungtier in der Wildnis, dessen Wachstumsringe eine Schlupfgröße von 32 mm vermuten ließen. Nach der ersten Saison erreichte es 51 mm und am Ende der zweiten 73,5 mm. Bei ausgewachsenen Tieren sind keine Wachstumsringe mehr zu erkennen. Frisch geschlüpfte Tiere haben gelbe Flecken auf dem Plastron, die mit der Zeit immer dunkler werden, bis der Plastron nach ein paar Wochen fast ganz schwarz gefärbt ist. Während des Heranwachsens wird die Färbung wieder blasser, bis sie schließlich die gelbweiße Färbung der Erwachsenen erreichen.
Dem Schädel nach zu urteilen sind McCords Schlangenhalsschildkröten Fleisch- und Fischfresser. Zum Nahrungsspektrum gehören kleine Fische, Kaulquappen (aber keine Frösche), Insekten und andere Kleintiere. Trotz großen lokalen Vorkommens scheinen Schnecken in der Wildnis nicht dazuzugehören, auch wenn sie in Gefangenschaft, zusammen mit Fisch (lebend und tot), Würmern und Fleisch, als Nahrung nicht verschmäht werden.

## Gefährdung

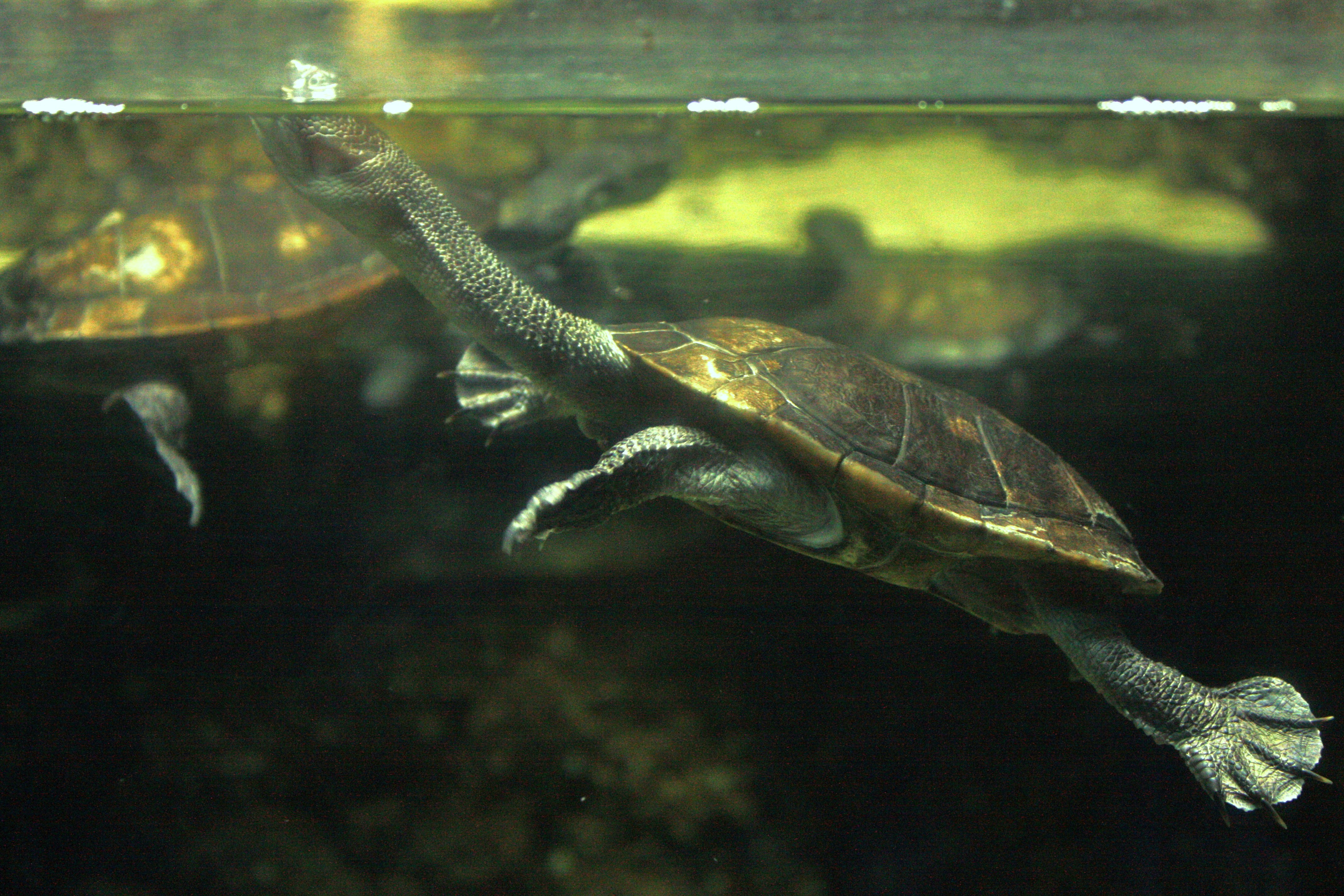
Schwimmendes Exemplar von McCords Schlangenhalsschildkröte im Columbus Zoo, (Ohio). Gut zu erkennen sind die Schwimmhäute zwischen den Klauen.

McCords Schlangenhalsschildkröte steht in der IUCN-Liste der 25 weltweit am stärksten vom Aussterben bedrohten Süßwasserschildkröten von 2007 auf Platz elf.
Der Lebensraum der Schildkröte schrumpft auf Roti. Sümpfe und andere Feuchtgebiete wurden immer öfter zu Reisfeldern umgewandelt, sodass ein Großteil des ursprünglichen Habitats verschwunden ist. Außerdem verschwanden durch Abholzung des Baumbestands, Erosion und abnehmende Regenmengen infolge des Klimawandels Feuchtgebiete. Zwar besiedelte die Schildkröte auch die Reisfelder, konnte dort aber leichter von Tierhändlern gefangen werden. Auch der Einsatz von Dünger und Pestiziden könnte einen negativen Einfluss auf die Population gehabt haben. Bereits seit Anfang der 1970er Jahre wurden die Schildkröten aus Roti für den internationalen Handel exotischer Tiere über Kupang nach Jakarta exportiert. Gegessen, wie noch um 1900, wird die Schildkröte auf Roti inzwischen nicht mehr. Sie soll nicht gut schmecken und erinnert die Einheimischen zu sehr an Schlangen. Manchmal wird die Schildkröte aber gerade aufgrund dieser Ähnlichkeit aus Abneigung getötet. Die Population in Zentralroti schien bis in die 1990er Jahre stabil zu sein, auch wenn man die Auswirkung des Fangens bemerkte. Nachdem McCords Schlangenhalsschildkröte aber als eigenständige Art identifiziert worden war, nahm der Bestand in allen bekannten Populationen stark ab. Obwohl der legale Handel von Indonesien 1997 eingeschränkt und seit 2001 komplett verboten ist und diese Art seit 2004 nach Anhang II des CITES-Abkommens geschützt ist, wird sie anscheinend noch immer für den internationalen Handel gefangen. Ein Einheimischer, der diese Schildkröten fängt, verdient 100 US-Dollar pro Tier. Dies ist auf Roti mehr als ein Jahreseinkommen. Auf der Insel gilt die Art als fast ausgerottet. Wo sie einst häufig vorkam, ist sie heute, wenn überhaupt, nur noch selten zu finden.
Die Region um den timoresischen Ira Lalaro gehört zum Nationalpark Nino Konis Santana, aber auch hier werden die Schildkröten gefangen, sei es als Haustier für Kinder oder als Nahrung. Auf lokalen Märkten kosten sie zwischen zwei und vier US-Dollar, wobei ausländische Händler bisher nicht in Erscheinung traten. Anders als die Jagd auf Krokodile ist die auf Schildkröten nicht tabuisiert. Allerdings ist die gezielte Jagd ritualisiert und auf besonders trockene Jahre beschränkt, wenn der Wasserstand des Ira Lalaro stark zurückgeht. Durch den Klimawandel kommt es vermehrt zu solchen Jahren. Feuchte Jahre, wie 2012 und 2013, in denen die Jagdgesellschaften nicht stattfinden und sich die Population erholen kann, werden seltener. Immerhin hat der Eigentümer des Sees in den letzten Jahren ein Jagdverbot ausgesprochen, weil er einen wirtschaftlichen Nutzen der Schildkröten erwartet. Die Krokodile, die als Ahnen der Menschen gelten, hätten Vicente Araújo das Verbot aufgetragen. Es wird jedoch nicht von allen Bewohnern der Region befolgt, obwohl bei Zuwiderhandlung dem Glauben nach Krankheiten drohen. Die traditionellen Jagden finden ein- bis zweimal innerhalb eines Trockenjahres statt. Bei jeder können pro Dorf 20 bis 30 Tiere gefangen werden. Sie werden entweder einfach an Land aufgesammelt, oder die Jäger stochern mit einem Bambusstock nach den Tieren im Wasser. Außerhalb der Regenzeit werden Schildkröten immer wieder vom Kanu aus mit Angelschnüren gefangen.

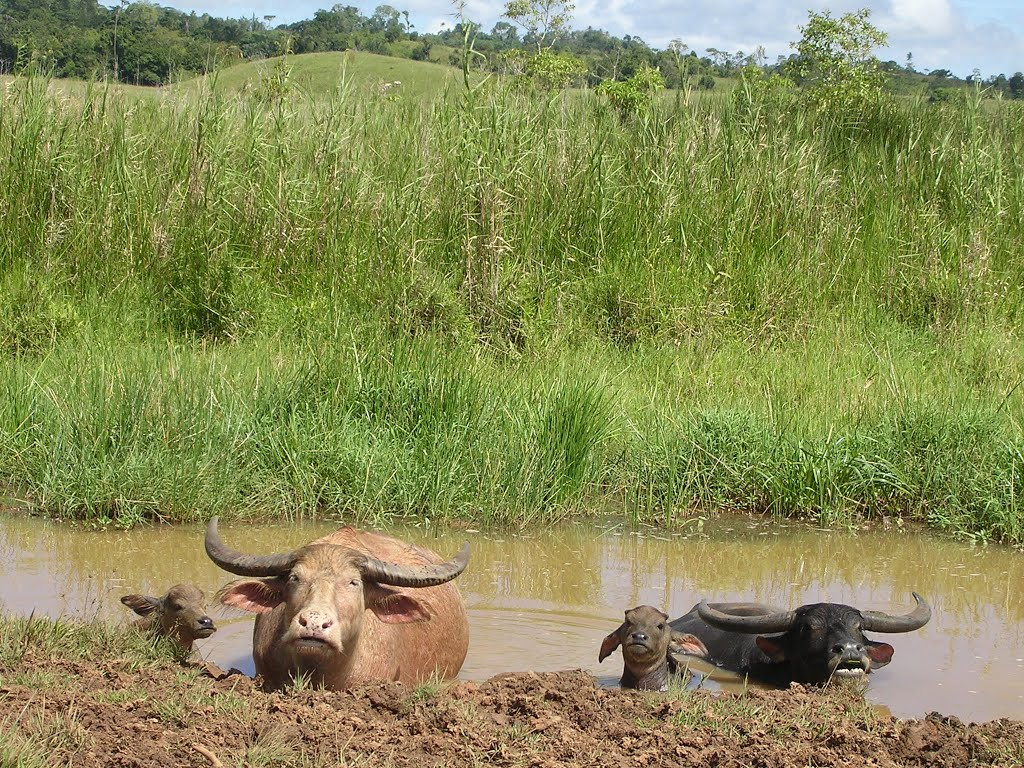
Wasserbüffel trampeln das hohe Gras nieder, in dem sich die Schildkröten verstecken. Zudem wird das Gras für Weiden niedergebrannt.

Auch das Einschleppen der als Haustiere gehaltenen Chinesischen Dreikielschildkröte und die zunehmende Verbreitung der Schwarznarbenkröte (Bufo melanostictus) bedrohen den Bestand. Wasserbüffel und Rinder verändern zudem den Lebensraum der Schildkröten; Schweine und Hunde rauben Nester aus. Im Suco Muapitine wurde 2014 vom allgemeinen Rückgang der Anzahl der Schildkröten berichtet. Schuld daran seien die größer werdenden Populationen von Menschen und Leistenkrokodilen sowie die Bejagung und Feuer in der Region. Die Feuer werden meist entfacht, um frisches Gras für Weidetiere zu erhalten. Sterben die Schildkröten nicht beim Brand, werden sie auf den abgebrannten Flächen leicht von Beutegreifern entdeckt. Im Suco Mehara beobachteten Einheimische zum Teil eine Zunahme der Schildkröten, da seit Schaffung des Nationalparks die Jagd auf sie hier zurückgegangen sei und mehr Eier und Jungtiere aufwachsen würden. Die meisten befragten Timoresen gehen aber von einer Verringerung der Schildkrötenpopulation aus.
Als Maßnahme gegen den Bestandsrückgang haben australische Biologen in Zusammenarbeit mit osttimoresischen Behörden in Tetum ein Kinderbuch für Schulen herausgegeben, das den Kindern die seltene Schildkröte und ihren Schutz näher bringen soll. 250 Exemplare und 100 Lehrerexemplare wurden in Mehara und in der Gemeindehauptstadt Lospalos verteilt. Zudem gibt es die Idee, McCords Schlangenhalsschildkröten auch in Gefangenschaft zu züchten. Außerdem möchte man die traditionellen Jagden so umgestalten, dass die Bevölkerung die Tiere nur markiert und sie danach wieder freilässt, damit weitere Daten zum Schutz der Schildkröten gesammelt werden können.
Auf Roti wird von Forschern eindringlich ein Schutzgebiet gefordert, zum Beispiel auf der Halbinsel Tapuafu mit den Seen Usipoka, Undun und Oendui und den umliegenden, unberührten Feuchtgebieten von Tanjung Pukuwatu. Wegen der hohen Biodiversität dieses Gebietes könnten hier der Wissenschaft noch unbekannte Tierarten vorkommen. Auch könne man sich eine Umsiedlung der Schildkrötenart in andere Gebiete der Insel vorstellen. In den USA und in Europa gelangen bereits erste Erfolge bei der Nachzucht von McCords Schlangenhalsschildkröte. Ein Auswilderungsprojekt in internationaler Zusammenarbeit läuft seit einigen Jahren.

## Legenden
Auf Timor erzählt man sich, dass die Schildkröte aus einer Schlange entstanden sei, die unter einer Kokosnussschale Zuflucht vor einem Hund gesucht habe.

## Belege